# Échalier
Un échalier (de l'ancien français eschallier, lui-même du latin scalarium) est un élément d'une clôture faisant obstacle à la divagation des animaux mais aisément franchissable par les hommes.

## Les principaux types d'échaliers

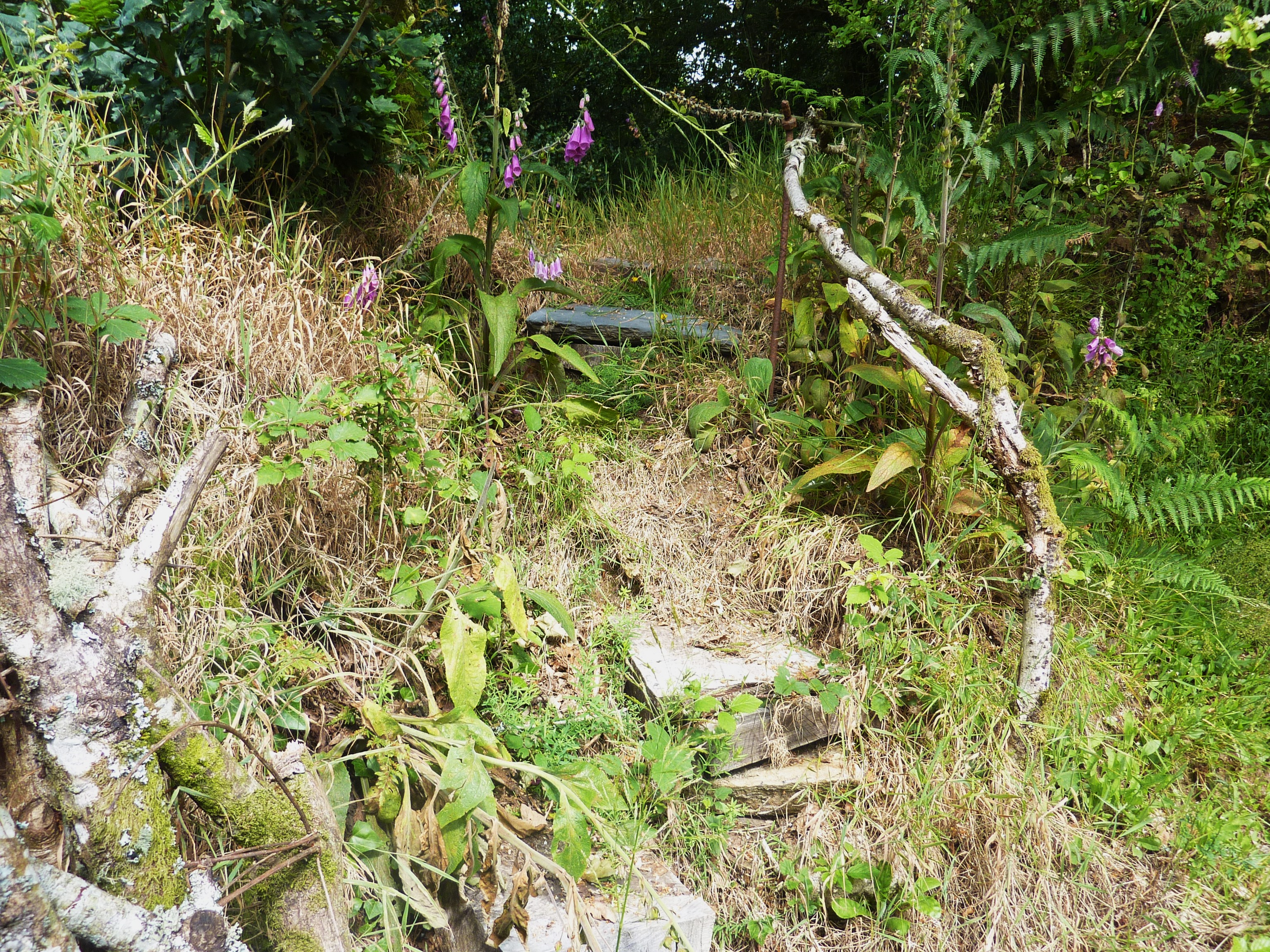
Échalier agricole permettant de franchir une haie (à Botmeur, Finistère)

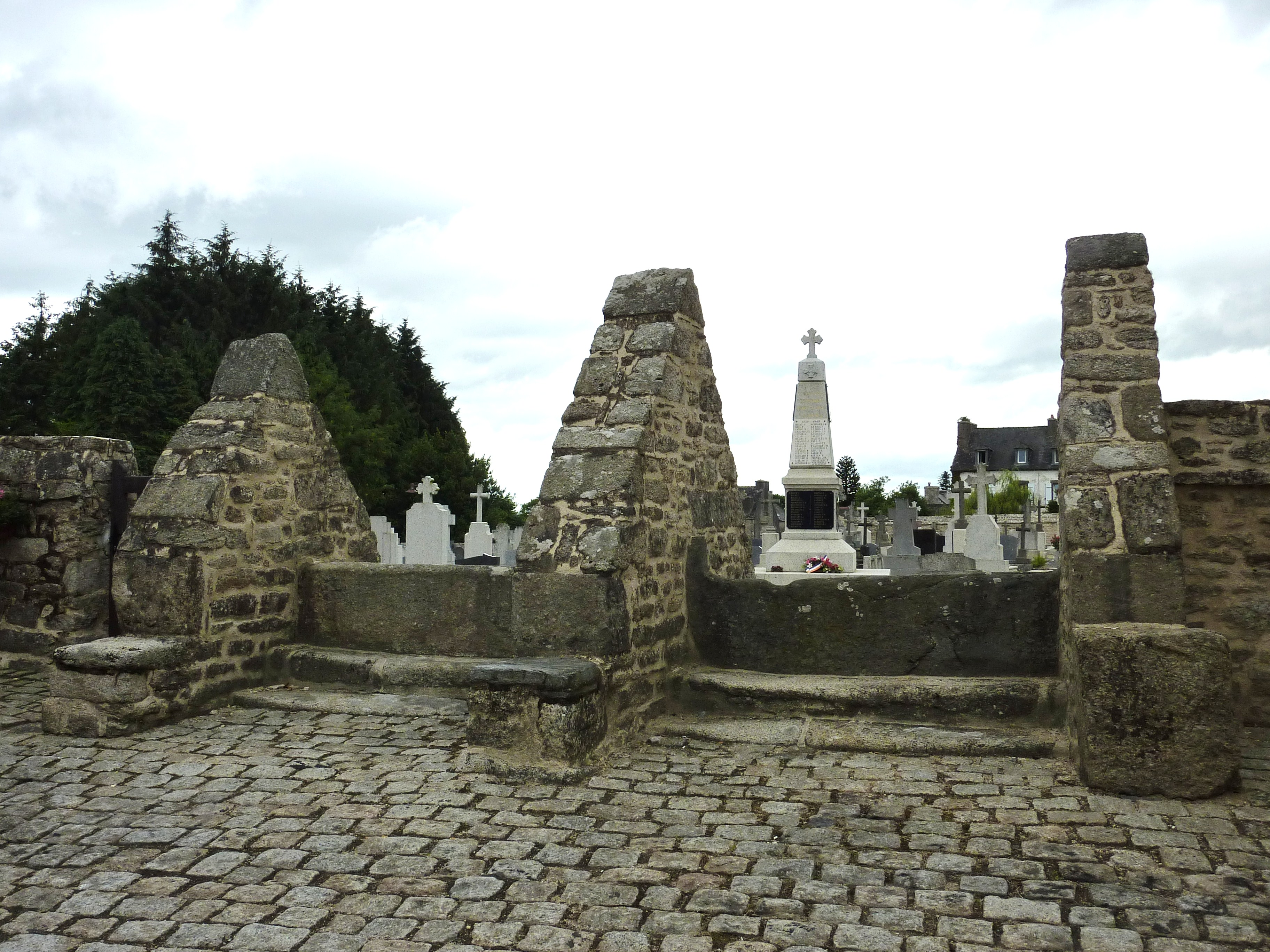
Deux échaliers (ici des dalles de schiste) barrant l'entrée d'un enclos paroissial (à Berrien)

- Échalier agricole : c'est la partie d’une clôture qui peut s’ouvrir ou se déplacer, souvent une barrière simple, formée par exemple de branches sèches, voire de fagots ou d'épineux coupés. Ce peut être aussi une sorte d’escalier rudimentaire formé de traverses de bois ou de pierres plates, pratiqué dans une haie pour permettre de la franchir[2].
- Échalier d'un édifice : il s'agit d'une dalle de pierre dressée, aménagée dans le muret d'une cour d'une ferme, d'une maison noble, généralement de part et d'autre de la grille d'entrée, et servant d'obstacle au franchissement des animaux de ferme en divagation. Typiquement dans un cimetière ou enclos paroissial, cette pierre (en breton maen-bonn, « borne ») souvent en schiste, empêchait ces animaux de pénétrer dans l'enclos sacré. Elle était également une sorte de droit de passage, ressemblant à un rite initiatique et représentait un symbole temporaire d'égalité, riches et pauvres devant enjamber ce muret de la même manière[3].

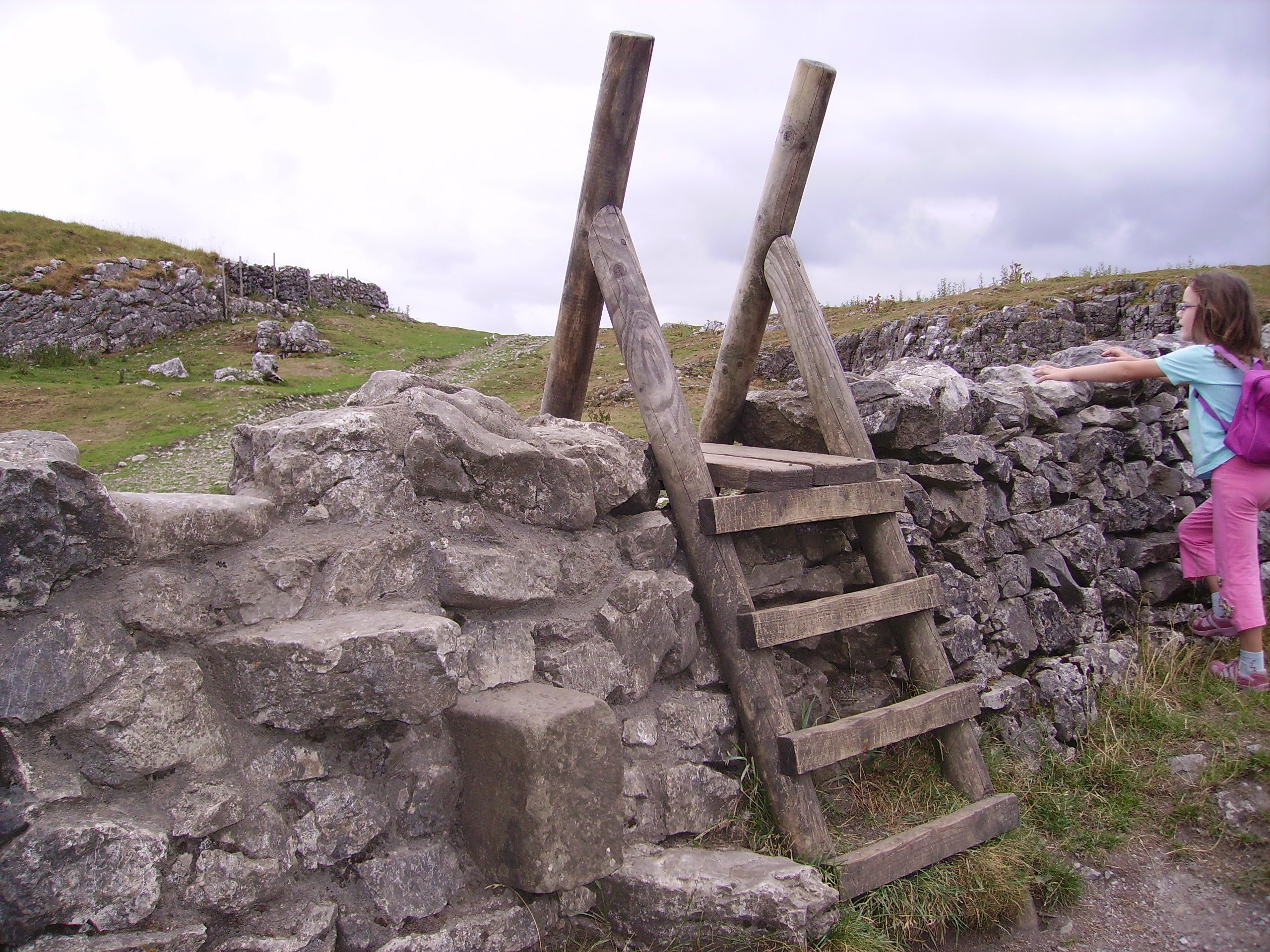
Échalier permettant de franchir un muret.
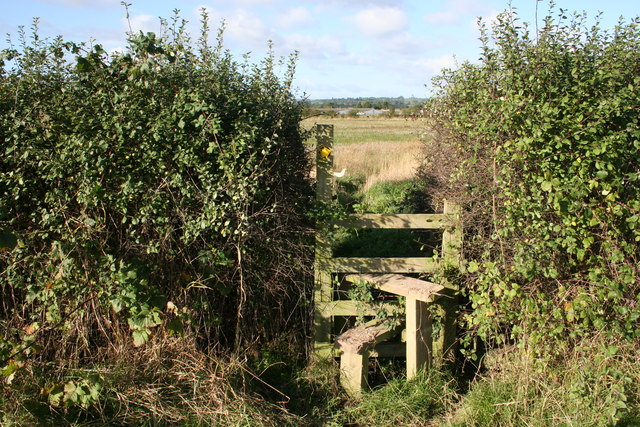
Échalier double en bois.
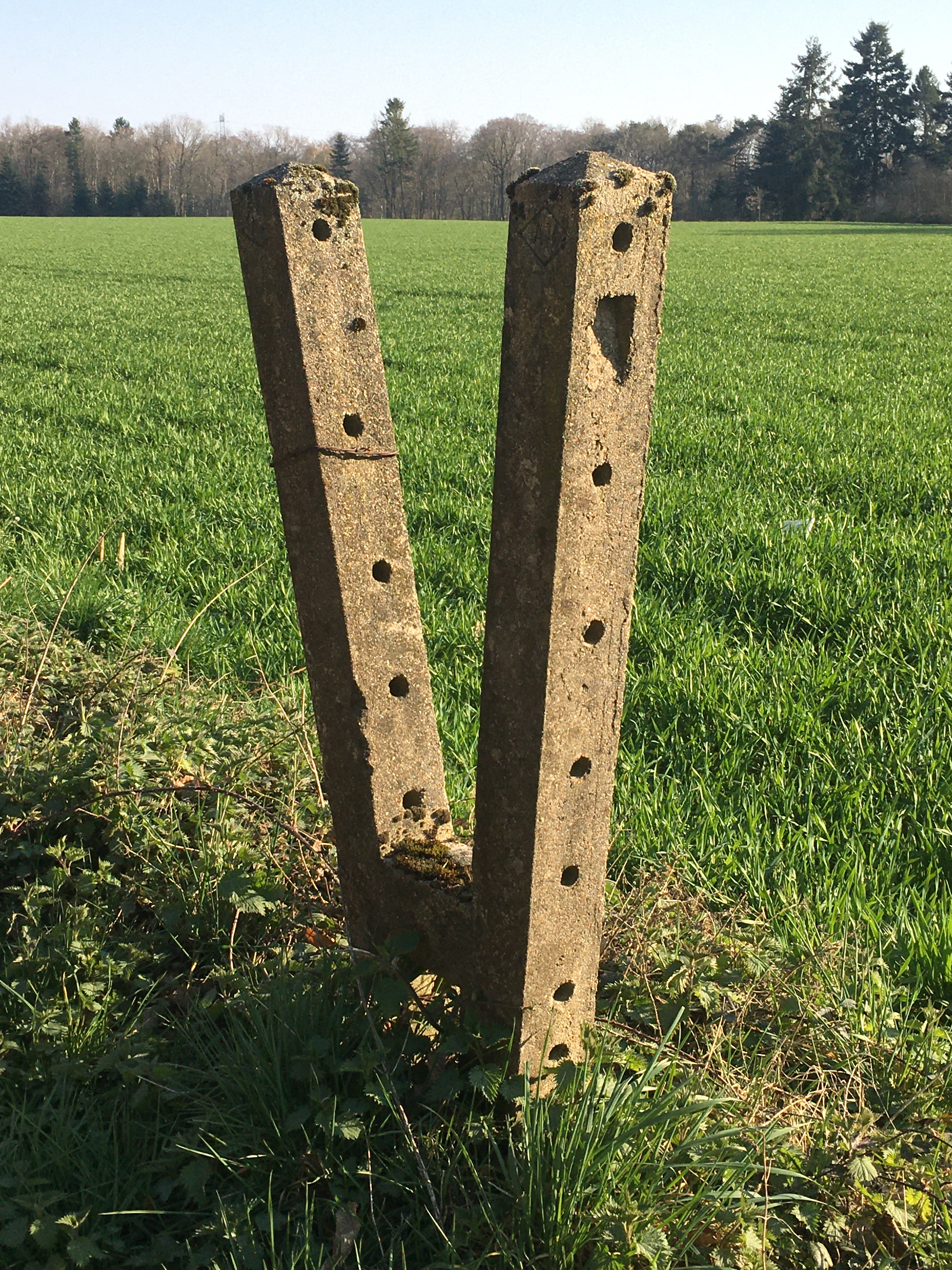
Échalier en béton en Normandie.
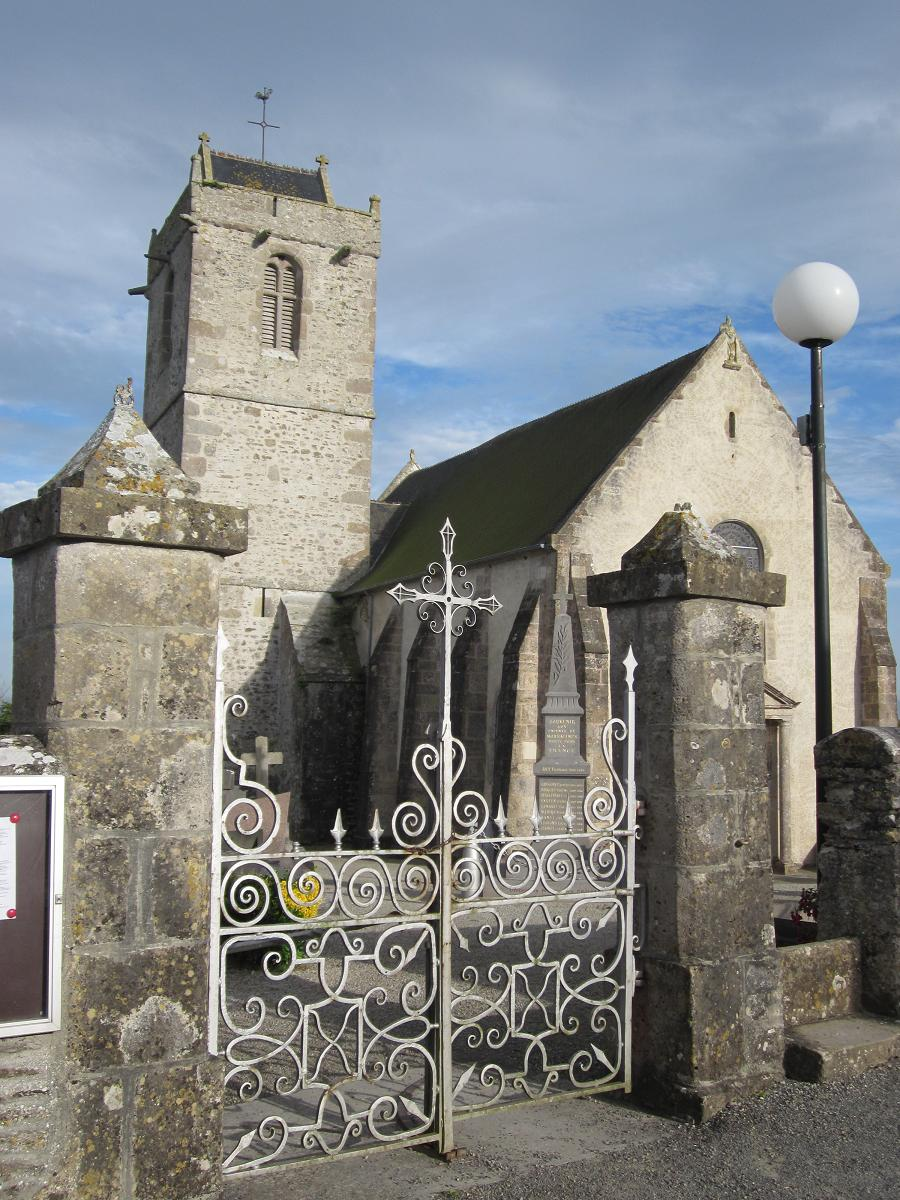
Échalier à l'entrée d'un cimetière.